# Olimpiai bajnok szinkronúszók listája

Az alábbi táblázat a szinkronúszás vagy műúszás olimpiai bajnokait tartalmazza.
| Év, helyszín        | Egyes                                 | Egyes        | Páros                                         | Páros       | Csapat                    | Csapat      | Csapat |
| ------------------- | ------------------------------------- | ------------ | --------------------------------------------- | ----------- | ------------------------- | ----------- | ------ |
| 1984 Los Angeles    | Tracie Ruiz                           | USA          | Candie Costie, Tracie Ruiz                    | USA         |                           |             |        |
| 1988 Szöul          | Carolyn Waldo                         | Kanada       | Michelle Cameron, Carolyn Waldo               | Kanada      |                           |             |        |
| 1992 Barcelona      | Kristen Babb-Sprague Sylvie Fréchette | USA · Kanada | Karen Josephson, Sarah Josephson              | USA         |                           |             |        |
| 1996 Atlanta        |                                       |              |                                               |             | Amerikai Egyesült Államok | USA         |        |
| 2000 Sydney         |                                       |              | Olga Brusznyikina, Marija Kiszeljova          | Oroszország | Oroszország               | Oroszország |        |
| 2004 Athén          |                                       |              | Anasztaszija Davidova, Anasztaszija Jermakova | Oroszország | Oroszország               | Oroszország |        |
| 2008 Peking         |                                       |              | Anasztaszija Davidova, Anasztaszija Jermakova | Oroszország | Oroszország               | Oroszország |        |
| 2012 London         |                                       |              | Natalja Iscsenko, Szvetlana Romasina          | Oroszország | Oroszország               | Oroszország |        |
| 2016 Rio de Janeiro |                                       |              |                                               |             |                           |             |        |